# Aizsargi
Aizsargi (Obrońcy) – łotewska ochotnicza formacja zbrojna obrony terytorialnej w okresie międzywojennym.
Formacja terytorialna Aizsargi została powołana w marcu 1919. Jej komendant podlegał ministerstwu spraw wewnętrznych. Do jej zadań należało utrzymywanie porządku w poszczególnych regionach kraju. Po zamachu stanu przeprowadzonym 17 marca 1934 przez Kārlisa Ulmanisa i objęciu dyktatorskich rządów, oddziały Aizsargi, liczące wówczas ok. 40 tys. ludzi, dostały uprawnienia policyjne. Przywódca Łotwy używał ich do wzmacniania swojej władzy. Aizsargi została rozwiązana po zajęciu kraju przez Sowietów w 1940. W latach 1927–1939 zasłużonym członkom tej organizacji przyznawano specjalne odznaczenia Krzyż Zasługi Obrońców i Medal Obrońców „Za Gorliwość”.
W okresie okupacji hitlerowskiej wielu b. członków formacji służyło w pomocniczych jednostkach policyjnych, które niechlubnie zapisały się zwłaszcza przy prześladowaniu Żydów.